# نشخواراسب
نشخواراسب (نام علمی: Merychippus insignis) نام یک سرده از تیره اسبان است.
در میوسن، اقلیم جهانی خشک‌تر شد و علف‌زارها کم‌کم جای جنگل‌ها را گرفتند. نشخواراسب اسبی ابتدایی بود که در گله‌های بزرگ در این دشت‌های تازه زندگی می‌کرد. این چرنده‌ی بلندپای تیزرو، که از تبار نیاکانی غیراجتماعی و جنگل‌زی پدید آمده بود، به ستوران امروزی شباهت داشت.
دندان‌های نشخواراسب بلندتر از دندان‌های نیاکان برگ‌خوارش بودند، بنابراین علف‌های زمخت را، بدون این که آن‌ها را بیش از حد له کنند، خرد می‌کردند. نشخواراسب اولین ستوری بود که تک‌انگشتی میانی و سم‌دار در هر پا داشت. گرچه دو انگشت دیگر هم کنار انگشت میانی بودند، طول این انگشت‌ها در بیشتر گونه‌ها فقط به‌اندازه‌ای بود که هنگام تاختن زمین را لمس کنند. پلیوسن‌اسب و گونه‌های ستوران امروزی از نوادگان نشخواراسب هستند.